# Gleichgewicht bei Unterbeschäftigung
Das Gleichgewicht bei Unterbeschäftigung stellt eine gesamtwirtschaftliche Situation innerhalb marktwirtschaftlicher Strukturen dar, in welcher die Gütermärkte einer Volkswirtschaft geräumt sind (Marktgleichgewicht), aber dennoch Arbeitslosigkeit besteht. Die Möglichkeit einer solchen Situation wurde und wird von der Neoklassik bestritten. Erst im Jahr 1936 behauptete John Maynard Keynes in seiner Allgemeine Theorie der Beschäftigung, des Zinses und des Geldes die Möglichkeit einer Existenz einer von ihm so bezeichneten „unfreiwilligen Arbeitslosigkeit“, zu dessen Begründung er fundamentale Kritik an zentralen klassischen Theoremen formulierte.
Zuvor hatte als sicher gegolten, dass Märkte sich über den Preismechanismus zwangsläufig räumen. Auch auf dem Arbeitsmarkt müsse sich daher bei funktionierenden Marktprozessen ein markträumendes Gleichgewicht einstellen – konjunkturell bedingte Arbeitslosigkeit wäre also ausgeschlossen. Diese stellt nämlich einen Überhang der angebotenen Arbeitskraft gegenüber der Nachfrage seitens der Unternehmen dar. In diesem Fall führt ein sinkender Preis – also ein sinkender Lohn – dazu, dass Einstellungen attraktiver werden und so die Arbeitslosigkeit beseitigt wird. Durch den niedrigeren Lohn sinken die Produktionskosten, sodass die zusätzliche Produktion auch Absatz findet.
Diese logische Kette unterbricht Keynes, indem er die Bedeutung der Erwartungsbildung in die Volkswirtschaftslehre einführt. In seinem makroökonomischen Modell teilt sich die gesamtwirtschaftliche Nachfrage auf in privaten Konsum und private Investitionen (und ggf. staatlichen Konsum). Die Investitionsnachfrage aber hängt nicht nur von den Kosten der Finanzierung (dem Zinssatz) ab, sondern auch vom erwarteten Ertrag bzw. Gewinn aus der Investition.
Wenn in einer Volkswirtschaft pessimistische Erwartungen weit verbreitet sind, dann ergeben sich geringe oder gar negative aggregierte Ertragserwartungen. Bei der Erwartung eines negativen Ertrages wird jedoch kein Wirtschaftssubjekt investieren wollen. Die Nachfrage nach Investitionsgütern bleibt also aus. Wenn der private Konsum das nicht auffangen kann, dann können nicht alle Produkte abgesetzt werden. Die Unternehmen werden also auch nur so viele Mitarbeiter beschäftigen, wie zur Produktion der absetzbaren Menge benötigt werden. Wenn diese Anzahl an Mitarbeitern unter dem Arbeitsangebot liegt, kommt es zwangsläufig zu Arbeitslosigkeit. Obwohl also alle Gütermärkte im Gleichgewicht sind, kommt es zu Unterbeschäftigung.
Gleichgewichte bei Unterbeschäftigung sind zentraler Bestandteil der ökonomischen Modellierung des Nichtgleichgewichts (englisch disequilibrium) bei Robert W. Clower, Axel Leijonhufvud, Jacques Drèze, Edmond Malinvaud und Jean-Pascal Bénassy.